# Furdag
Furdag (ros. Фурдаг) – wieś w Rosji, w Dagestanie, w rejonie chiwskim. W 2010 liczyła 201 mieszkańców, głównie Tabasaranów.